# 新船橋駅

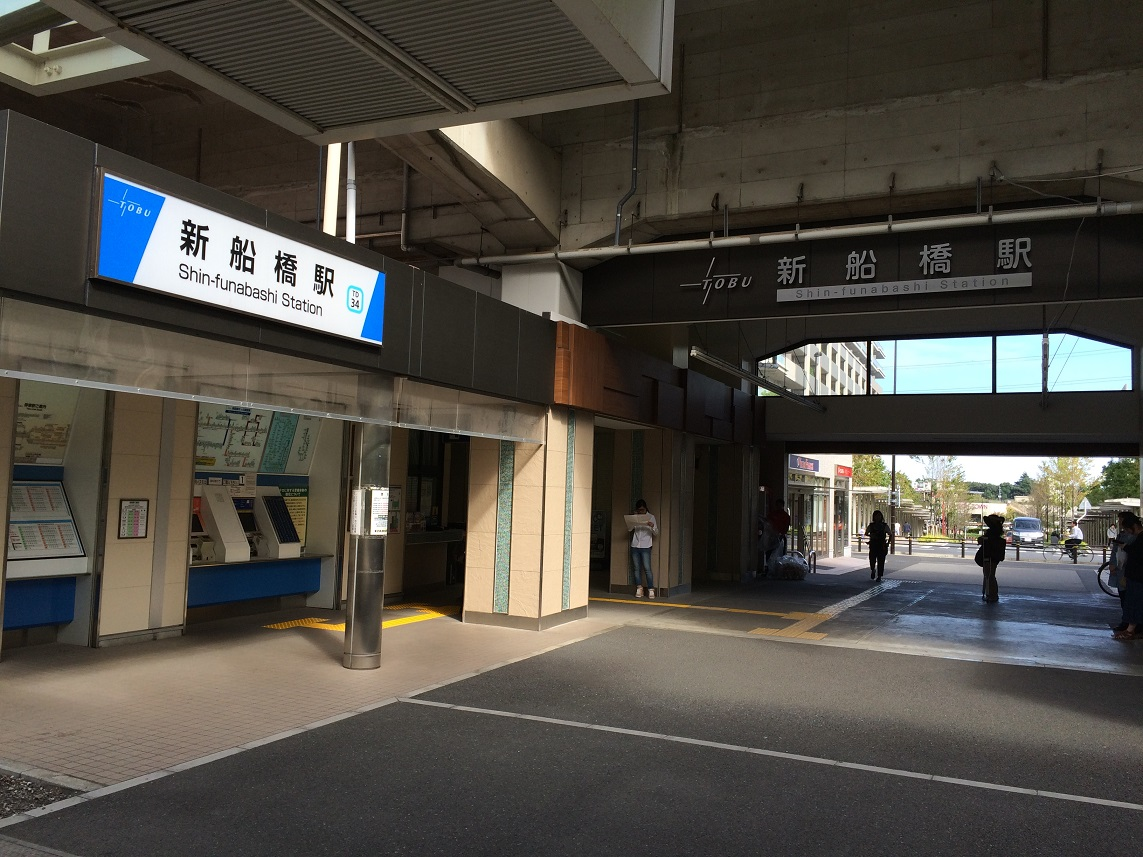
西口（2015年9月）

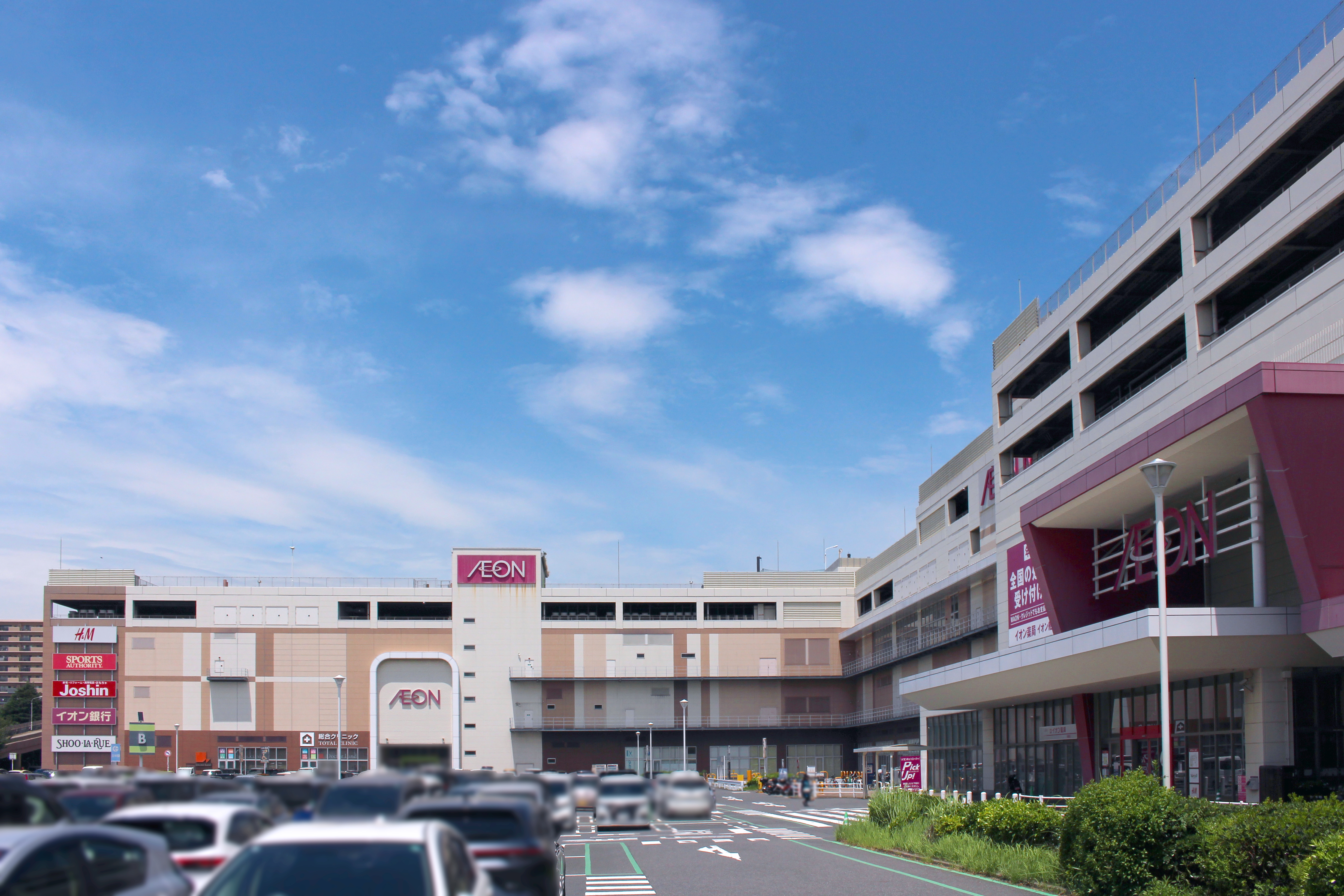
イオンモール船橋（西口直結）

新船橋駅（しんふなばしえき）は、千葉県船橋市山手一丁目にある、東武鉄道野田線（東武アーバンパークライン）の駅である。駅番号はTD 34。

## 歴史
- 1956年（昭和31年）9月15日：開設。
- 1964年（昭和39年）3月12日：塚田駅 - 当駅間複線化。
- 1980年（昭和55年）12月17日：塚田駅 - 船橋駅間高架化。
- 1982年（昭和57年）10月26日：当駅 - 船橋駅間複線化[1]。
- 2007年（平成19年）3月18日：PASMO・Suicaの供用を開始。

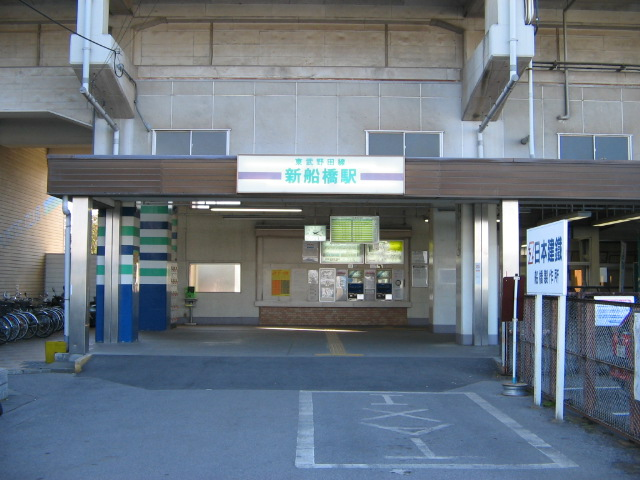
自由通路開設以前の出入口（2005年1月）
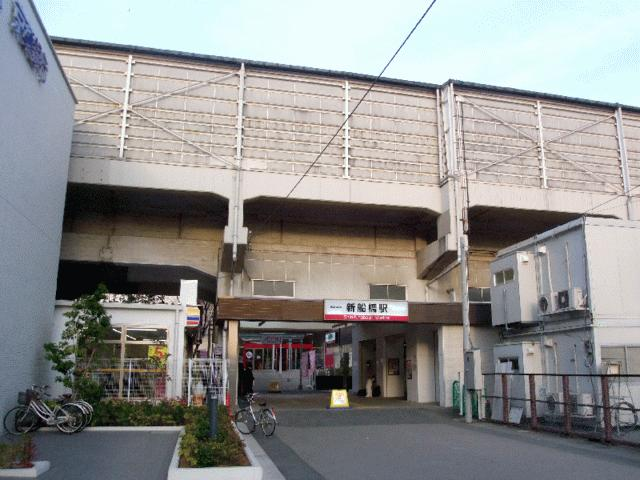
駅名看板更新前の東口（2013年2月）
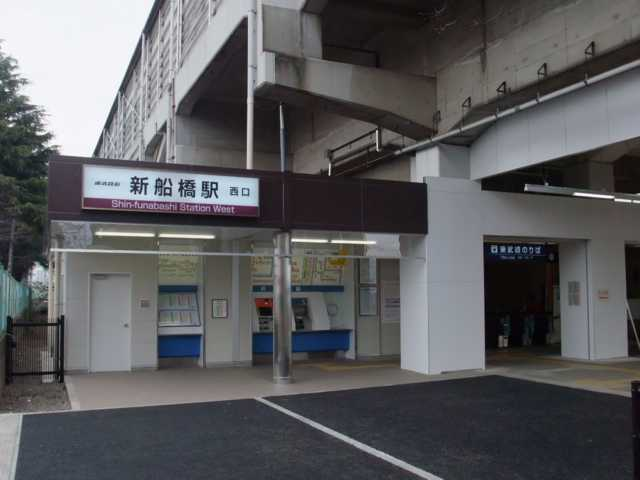
駅名看板更新前の西口（2010年4月）

## 駅構造
相対式ホーム2面2線を有する高架駅。駅舎・改札は地上部に1か所。ホームとコンコース間は階段で連絡している。トイレは、改札内コンコース部に設置されている。
駅へのアクセスは、駅東側の市道からは東口、駅南側の市道およびイオンモール船橋からは西口となっている。当初は地上駅であったが、1980年（昭和55年）12月17日に船橋駅 - 当駅北方付近までが高架化されたことに伴い、当駅も高架駅となり、前後にあった踏切が除去された。
2009年（平成21年）11月より自由通路新設と駅舎改修工事が始まり、駅舎改修などの主要工事は2010年（平成22年）3月下旬に完成した。2014年度（平成26年度）に駅リニューアル工事を実施した。

### のりば
| 番線 | 路線                     | 方向 | 行先     |
| ---- | ------------------------ | ---- | -------- |
| 1    | 東武アーバンパークライン | 下り | 船橋方面 |
| 2    | 東武アーバンパークライン | 上り | 柏方面   |

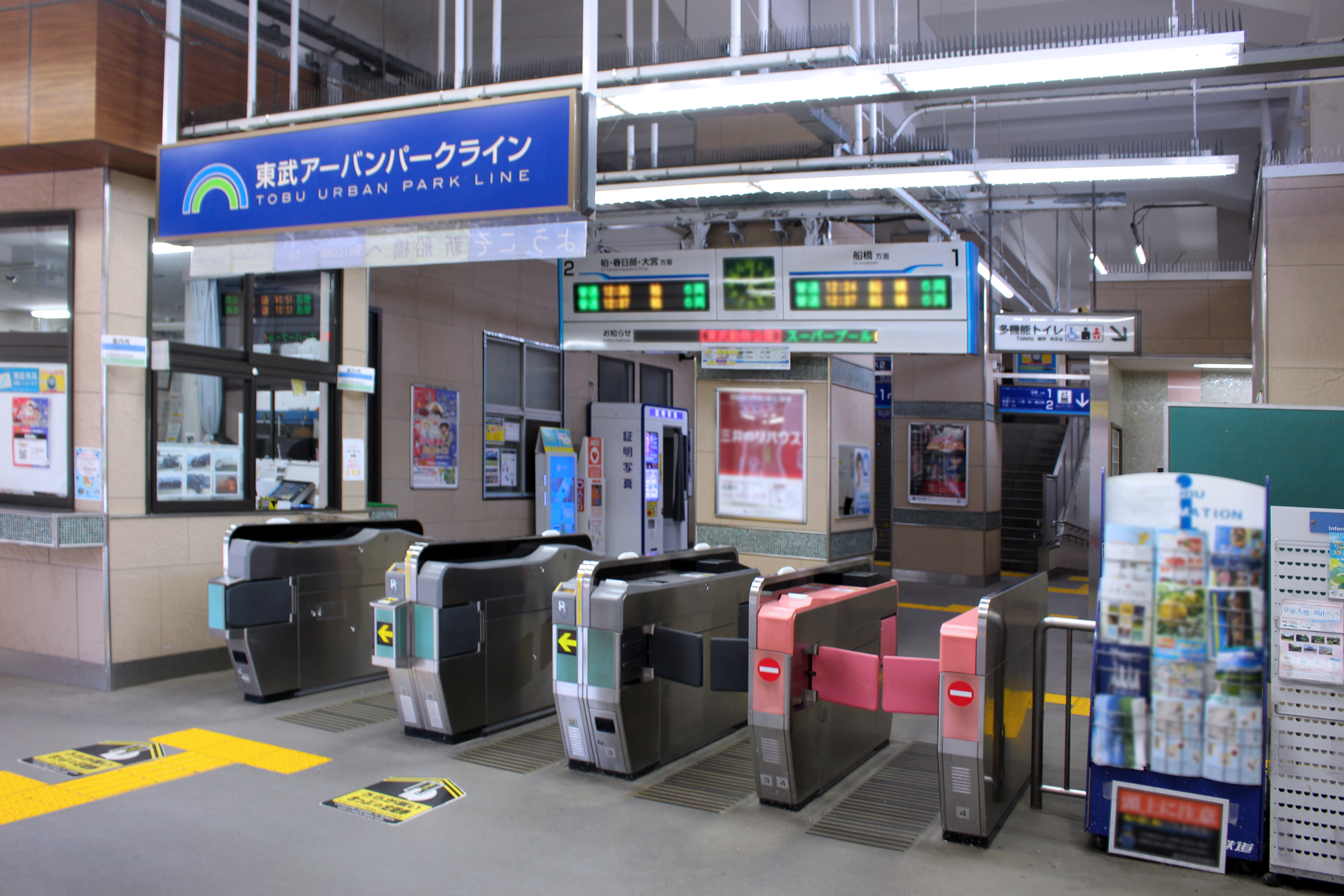
改札口（2024年7月）
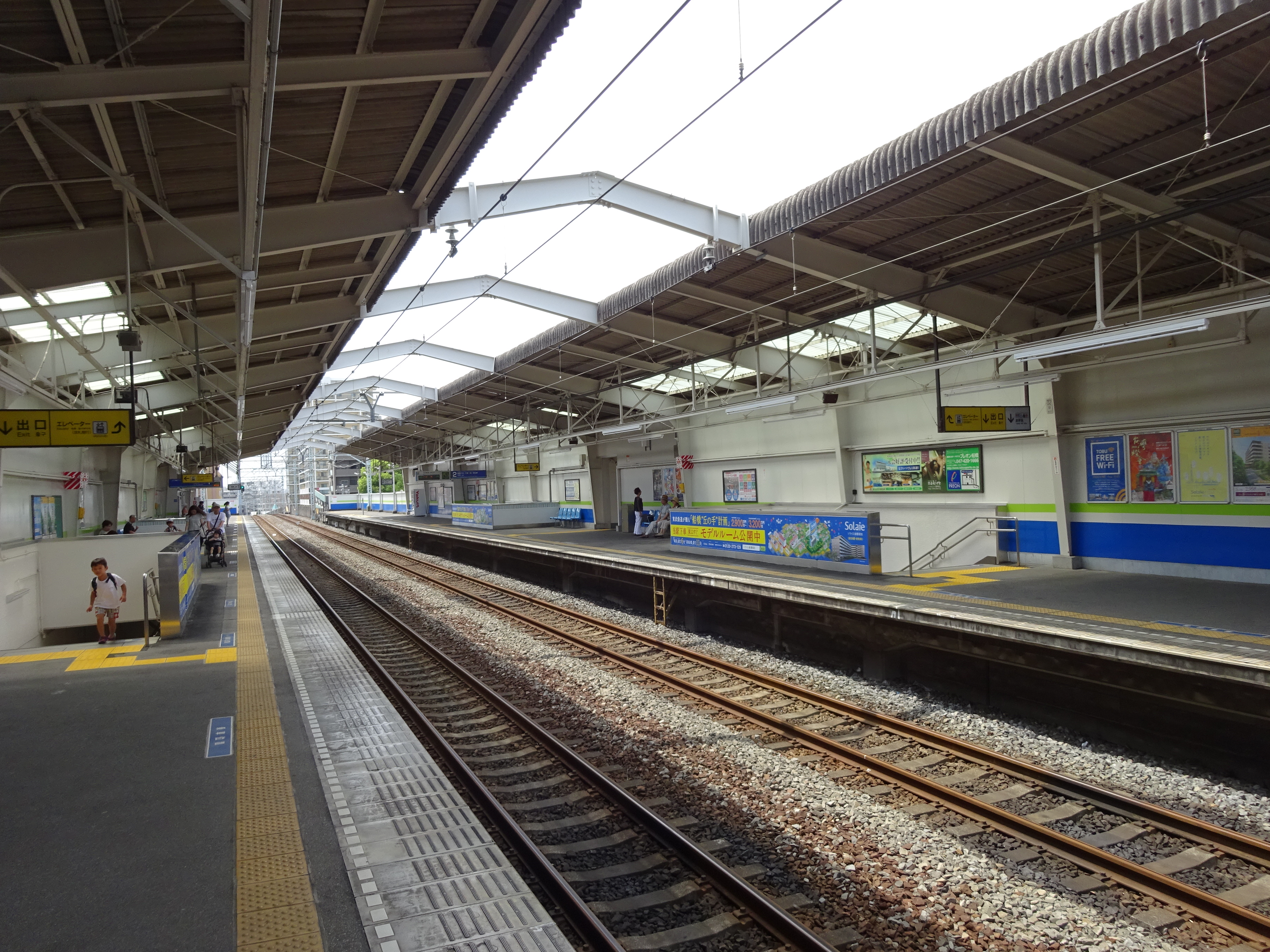
駅ホーム（2016年8月）

## 利用状況
2024年度（令和6年度）の1日平均乗降人員は13,775人である。
2011年度（平成23年度）までは1日平均乗降人員が5,000人未満に留まり、野田線内でも乗降人員が少ない駅の1つであった。しかし、2012年度（平成24年度）は駅前再開発進展に伴い、前年度より5,000人以上増加した。これまで当駅よりも乗降人員が多かった北大宮駅、藤の牛島駅、七光台駅、愛宕駅の4駅を一気に上回った。2024年度では、前述の4駅に加え、大宮公園、豊春、八木崎、南桜井、清水公園、野田市、増尾、逆井、六実の9駅の乗降人員を上回っており、全34駅中21位である。
近年の1日平均乗降・乗車人員の推移は以下の通り。
| 年度               | 1日平均 乗降人員 | 1日平均 乗車人員 | 出典       |
| ------------------ | ---------------- | ---------------- | ---------- |
| 1995年（平成07年） |                  | 2,964            | [ * 1 ]    |
| 1996年（平成08年） |                  | 2,747            | [ * 2 ]    |
| 1997年（平成09年） |                  | 2,714            | [ * 3 ]    |
| 1998年（平成10年） |                  | 2,590            | [ * 4 ]    |
| 1999年（平成11年） |                  | 2,412            | [ * 5 ]    |
| 2000年（平成12年） |                  | 2,406            | [ * 6 ]    |
| 2001年（平成13年） |                  | 2,448            | [ * 7 ]    |
| 2002年（平成14年） | 4,595            | 2,255            | [ * 8 ]    |
| 2003年（平成15年） | 4,360            | 2,126            | [ * 9 ]    |
| 2004年（平成16年） | 4,152            | 2,011            | [ * 10 ]   |
| 2005年（平成17年） | 4,279            | 2,075            | [ * 11 ]   |
| 2006年（平成18年） | 4,507            | 2,205            | [ * 12 ]   |
| 2007年（平成19年） | 4,792            | 2,380            | [ * 13 ]   |
| 2008年（平成20年） | 4,538            | 2,248            | [ * 14 ]   |
| 2009年（平成21年） | 4,208            | 2,087            | [ * 15 ]   |
| 2010年（平成22年） | 4,322            | 2,159            | [ * 16 ]   |
| 2011年（平成23年） | 4,339            | 2,222            | [ * 17 ]   |
| 2012年（平成24年） | 9,564            | 4,987            | [ * 18 ]   |
| 2013年（平成25年） | 11,383           | 5,877            | [ * 19 ]   |
| 2014年（平成26年） | 11,918           | 6,093            | [ * 20 ]   |
| 2015年（平成27年） | 12,510           | 6,392            | [ * 21 ]   |
| 2016年（平成28年） | 13,272           | 6,669            | [ * 22 ]   |
| 2017年（平成29年） | 13,544           | 6,798            | [ * 23 ]   |
| 2018年（平成30年） | 13,870           | 6,962            | [ * 24 ]   |
| 2019年（令和元年） | 13,943           | 6,999            | [ * 25 ]   |
| 2020年（令和02年） | 11,186           |                  | [ 東武 3 ] |
| 2021年（令和03年） | 12,115           | 6,070            | [ 東武 4 ] |
| 2022年（令和04年） | 12,948           | 6,482            | [ 東武 5 ] |
| 2023年（令和05年） | 13,355           | 6,684            | [ 東武 6 ] |
| 2024年（令和06年） | 13,775           | 6,882            | [ 東武 1 ] |

## 駅周辺

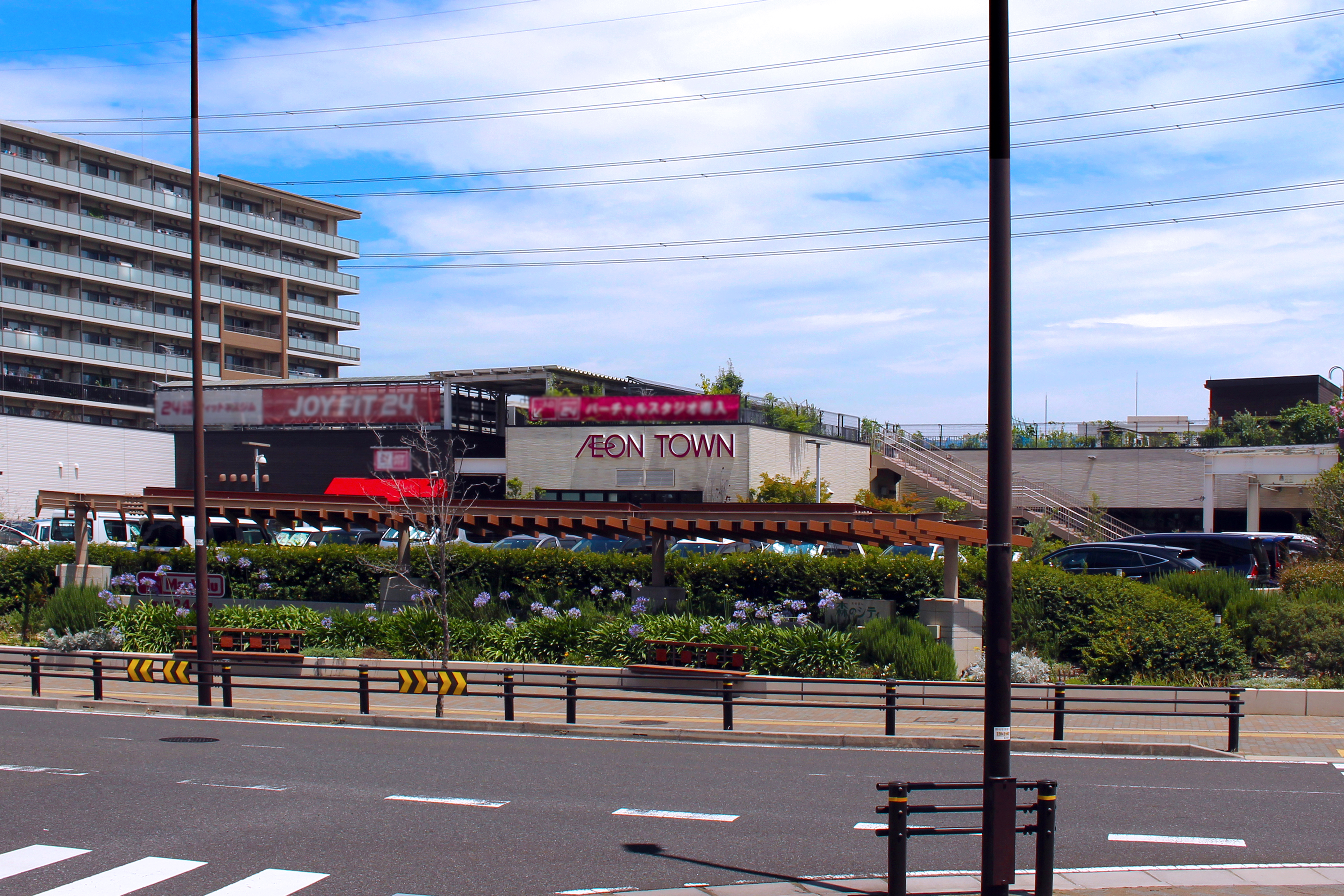
イオンタウン新船橋

以前は旭硝子（現：AGC）や日本建鐵などの大規模な工場が立地する一角に駅が所在していたが、閉鎖・縮小された工場跡地が大型商業施設、病院、物流センターや共同住宅、公共施設となった。
2010年（平成22年）4月の自由通路完成に伴い、西口が新設された。船橋駅方面高架線路西側に沿って駅南方の市道00-169号線に抜ける通路が新設された。同時に隣接するマックスバリュ駐車場への出入口も設置されたが、同店の営業終了後はイオンモール船橋開業まで閉鎖されていた。東口側の市道の変更に伴い、塚田駅方面に向かう歩行者は、東口ではなく西口に出て、2012年（平成24年）2月1日に当時建設中のイオンモール船橋内に設置された通路を通行する必要があったが、2014年（平成26年）7月に新たな歩道が整備されたことで東口から通行出来るようになった。当駅から徒歩約10分程の所に、東葉高速鉄道東葉高速線の東海神駅(地下駅)がある。

### 改札外
- 高架下
  - はなの舞 新船橋店
  - ファミリーカット1000 新船橋店
- 駅前（西口）
  - イオンモール船橋
    - イオンモール船橋内郵便局
- 駅前（東口）
  - 船橋警察署 新船橋駅前交番
  - 京葉銀行 新船橋支店
  - ミニストップ 新船橋駅店
  - ヴィ・ド・フランス 新船橋店

### 東口

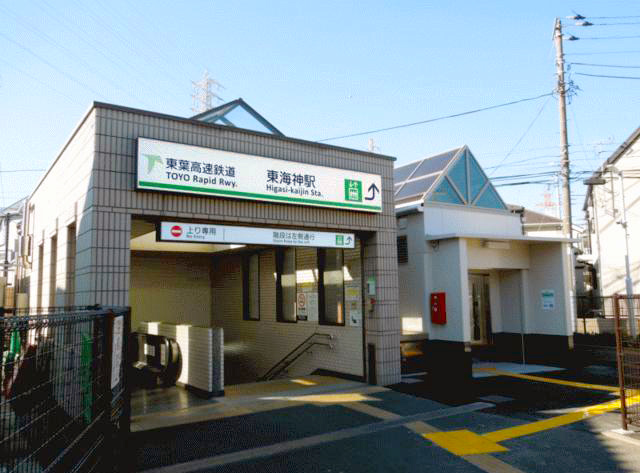
東海神駅（T4出入口）

駅前にはマンション（集合住宅）のプラウド船橋一街区 - 五街区が整備されており、その先には千葉県道288号夏見小室線が走る。
元々あった旭硝子船橋工場は2004年（平成16年）3月に閉鎖、建物を解体・撤去し、3年かけて土壌汚染除去作業を行った。その後の跡地利用は、当初はベンチャープラザ船橋のみであった。2010年（平成22年）11月の船橋市都市計画審議会に報告された新船橋駅東地区計画は2011年（平成23年）7月に市決定され、旭硝子と売買契約を締結した三菱商事と野村不動産が（仮称）船橋北本町プロジェクトとして実施した。プロジェクトによるタウンネーミング投票では「ふなばし森のシティ」と言う名称が選定された。マンション「プラウド船橋」（全5街区）は2013年（平成25年）3月 - 2014年（平成26年）7月にかけて入居開始し、戸建て区画「プラウドシーズン船橋森のシティ」が2013年（平成25年）11月に入居開始している。また、同年4月にイオンタウン新船橋が開業した他、同年5月に船橋総合病院が船橋市本町より移転開院した。ベンチャープラザ船橋に隣接して船橋市保健福祉センターが2015年（平成27年）10月にオープンした。
- 東葉高速鉄道東葉高速鉄道線東海神駅(地下駅)（徒歩約10分）
- 船橋市消防局 中央消防署夏見分署
- ベンチャープラザ船橋
- 船橋市立船橋中学校
- 船橋夏見郵便局
- 船橋総合病院
- 船橋市保健福祉センター
- 千葉興業銀行 夏見支店
- イオンタウン新船橋
  - マックスバリュ 新船橋店
- マミーマート 新夏見店
- ワイズマートディスカ 夏見店
- マツモトキヨシ 船橋北本町店
- ジェーソン 船橋北本町店
- YAMADA web.com 船橋本店
- 千葉鑑定団 船橋店
- 北本町森のシティさくら・けやき・つつじ・はなみずき緑地

### 西口

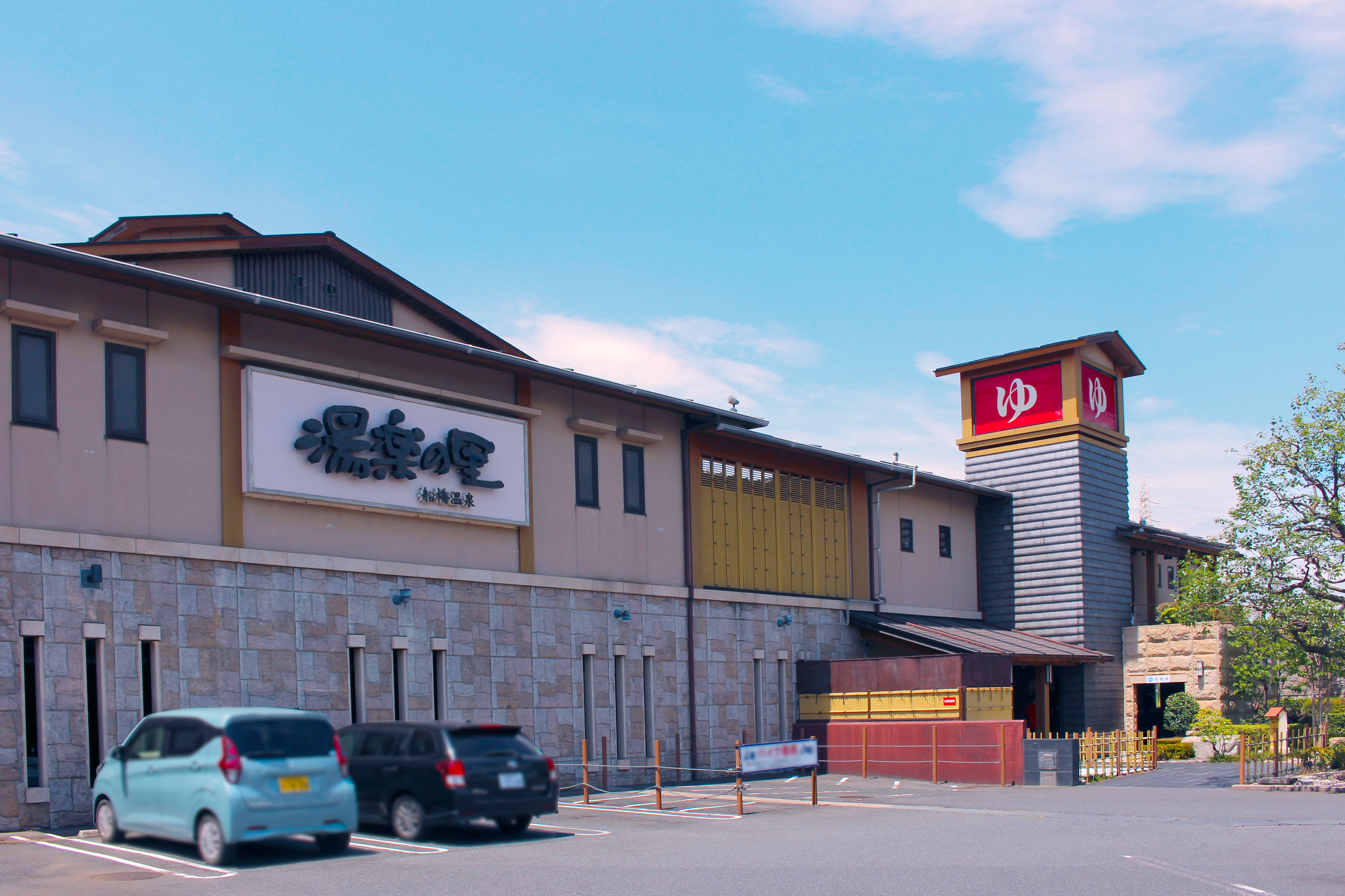
湯楽の里船橋温泉

駅前には大型商業施設イオンモール船橋が建ち、その先に千葉県道9号船橋松戸線が走る。
日本建鐵跡地内にイオンショッピングセンターの建設が発表され、マックスバリュ新船橋店隣接地において2007年（平成19年）11月に着工したが、土壌および地下水汚染が発見されたことで工事を中断し土壌汚染除去作業が行われた。2012年（平成24年）4月にイオンモール船橋としてオープン。
以前住宅展示場ハウジングガーデン船橋であった場所を含む日本建鐵跡地にはシャネル船橋コーポレートオペレーションズセンターが建設され、研究所と物流センター機能を有し、澁澤倉庫が運営する。
- 船橋市立海神中学校
- 船橋市立行田東小学校
- 船橋市立西海神小学校
- 新船橋クリニックファーム
- 船橋行田郵便局
- 東武ストア新船橋店
- マルヤ西船橋店
- 生活協同組合コープみらいミニコープ西船店
- くすりの福太郎行田店
- ケーヨーデイツー新船橋店
- コジマ×ビックカメラ新船橋店
- しまむら西船店
- JAちば東葛農産物直売所（ふなっこ畑）
- 湯楽の里船橋温泉（塚田駅との中間地点、徒歩約10分）
- 東武スポーツクラブプレオン船橋
- 日本建鐵
- サンランド船橋（ゴルフ練習場）
- 飛ノ台貝塚
  - 船橋市飛ノ台史跡公園博物館
- 行田公園

## バス路線
2011年（平成23年）5月10日（5月9日深夜）より、平和交通が深夜急行バス千葉ニュータウン線を運行開始し、当駅南東側の市道に設けた新船橋駅停留所に停車するようになった。月 - 金深夜の運行で土日祝日と年末年始は運休、また当停留所では降車のみの扱いである。2013年（平成25年）4月17日（4月16日深夜）より、船橋新京成バスが深夜急行バスである深夜急行線を運行開始し、上記の平和交通に隣接した新船橋駅入口停留所に停車するようになった。月 - 金深夜の運行で土日祝日と年末年始、お盆期間は運休、また当停留所では降車のみの扱いであった。コロナ禍で運休となっていたが、2025年1月31日をもって正式に廃止となった。
従来、船橋駅北口より当駅と日本建鐵等を含む一角を時計回りに走り船橋駅北口に戻る船橋新京成バス路線（「建鉄循環線」）に新船橋駅前バス停留所が設定されていたが、駅周辺道路切替に伴って、2012年（平成24年）4月より新船橋駅前を経由しないルートに変更された。元々、「建鉄循環線」の名称は、当駅そばに工場を持っていた日本建鐵に由来し、その最寄停留所として駅南西側の市道沿いに日本建鉄前停留所が設置されていた。しかし、日本建鐵が三菱電機傘下の「三菱電機冷熱システム製作所」・「三菱電機冷熱応用システム」に事業移管して清算され、工場そのものも船橋から撤退するなどの変化が発生したこともあり、船橋新京成バスは2022年（令和4年）3月19日より、建鉄循環線を「山手ループ線」と改称すると同時に、日本建鉄前停留所も新船橋駅停留所と改名することを発表した。
- 京成バス千葉ウエスト
  - [船35] 山手ループ線（旧・建鉄循環線） 新船橋駅（2022年3月19日に「日本建鉄前」から改称[9]、同線に2012年4月15日まで存在した「新船橋駅前」とは別の場所[7]）

## 隣の駅
東武鉄道
 東武アーバンパークライン
■急行
通過
■普通
塚田駅 (TD 33) - 新船橋駅 (TD 34) - 船橋駅 (TD 35)